# 尾上誠良
尾上 誠良（おのうえ さとみ、1973年5月 - ）は、日本の薬学者（ペプチド科学・薬剤科学）。学位は博士（薬学）（静岡県立大学・2003年）。静岡県立大学薬学部教授・大学院薬学研究院教授・学生部副部長。
伊藤ハム株式会社中央研究所医薬品グループ、ファイザー株式会社中央研究所薬剤科学研究部での勤務を経て、静岡県立大学薬学部准教授、静岡県立大学言語コミュニケーション研究センター副センター長などを歴任した。

## 概要
ペプチド科学や薬剤科学を専攻する薬学者である。薬物動態制御学の見地からペプチド性吸入剤などについて研究していた。伊藤ハム、ファイザーで研究に従事したのち、静岡県立大学で教鞭を執った。

## 来歴

### 生い立ち
1973年生まれ。1992年3月に兵庫県立上郡高等学校を卒業した。岡山大学に入学し、薬学部薬学科にて薬学を学ぶ。1996年に卒業し、岡山大学の大学院に進学し、薬学研究科にて学んだ。1998年に修士課程を修了する。なお、後年になって「PACAP/VIPレセプターによるリガンド分子認識の特異性に関する生物化学的並びに物理化学的研究」と題した博士論文を執筆しており、2003年に静岡県立大学より博士（薬学）の学位を授与されている。

### 研究者として
岡山大学大学院修了後、伊藤ハムに入社する。伊藤ハムでは、中央研究所の医薬品グループに所属し、医薬品の研究に従事する。また、2003年から2008年にかけて東邦大学の薬学部にて客員講師を兼任し、薬品分析学研究室を担当した。
2004年より「Pfizer Inc.」の日本法人である「ファイザー株式会社」に入社する。ファイザーでは、中央研究所の薬剤科学研究部に所属し、研究に従事した。
学位を取得した静岡県立大学に2007年に転じ、薬学部の講師に就任し、薬物動態学分野を担当した。また、静岡県立大学の大学院にて、薬学研究科の講師を兼務した。2010年に静岡県立大学の薬学部にて准教授に就任し、薬学科を担当している。山田静雄や大泉康らとともに、薬物動態学分野に所属する。また、大学院の薬学研究科と生活健康科学研究科が2研究院1学府に統合・再編されると、新設された薬学研究院の准教授を引き続き兼務することとなった。大学院薬学研究院では、薬物動態学教室を担当している。2014年に静岡県立大学の薬学部にて教授に昇任し、薬学科を担当している。引き続き、薬物動態学分野に所属する。また、大学院の薬学研究院の教授も引き続き兼務することとなった。大学院においても、引き続き薬物動態学教室を担当している。さらに、言語コミュニケーション研究センターの副センター長も兼務することとなった。

## 研究
専門は薬学であり、ペプチド科学や薬剤科学といった分野を研究している。具体的には、ペプチド性の吸入剤や新規製剤について、薬物動態の見地に基づいた研究を行っている。それとともに、生理活性ペプチド誘導体について、そのデザインや機能の評価に取り組んでいる。また、薬剤性の光線過敏症を評価するための技法の開発にも取り組んでいる。特に、光毒性についてのリスクの予測法を開発したことが、レギュラトリーサイエンス分野での高評価に繋がっているとされる。なお、世戸孝樹、佐藤秀行らと共同執筆した光アレルギー反応に関する論文は、『Journal of Dermatological Science』の巻頭を飾っている。これらの業績が評価され、日本薬剤学会からは日本薬剤学会奨励賞が授与されている。そのほかの受賞歴としては、日本薬学会東海支部学術奨励賞なども受賞している。2015年3月には、静岡県立大学学長表彰を受けた。また、「生物薬剤学的特性改善を指向した薬物送達システムの構築」が評価され、2023年3月に日本薬学会学術振興賞を授与されることとなった。

## 略歴
- 1973年 - 誕生[6]。
- 1992年 - 兵庫県立上郡高等学校卒業[7]。
- 1996年 - 岡山大学薬学部卒業[7]。
- 1998年 - 岡山大学大学院薬学研究科修士課程修了。
- 1998年 - 伊藤ハム中央研究所医薬品グループ。
- 2003年 - 東邦大学薬学部客員講師[12]。
- 2004年 - ファイザー中央研究所薬剤科学研究部[12]。
- 2007年 - 静岡県立大学薬学部講師[12]。
- 2007年 - 静岡県立大学大学院薬学研究科講師。
- 2010年 - 静岡県立大学薬学部准教授[12]。
- 2010年 - 静岡県立大学大学院薬学研究科准教授。
- 2012年 - 静岡県立大学大学院薬学研究院准教授。
- 2014年 - 静岡県立大学薬学部教授[12]。
- 2014年 - 静岡県立大学大学院薬学研究院教授。

## 賞歴
- 2011年 - 日本薬学会東海支部学術奨励賞。
- 2012年 - 日本薬剤学会奨励賞。
- 2015年 - 静岡県立大学学長表彰。
- 2023年 - 日本薬学会学術振興賞[24]。

## 関連人物
- 大泉康
- 佐藤秀行 (薬学者)
- 山田静雄